# 오기찬
오기찬(1991년 3월 15일 ~ )은 대한민국의 배우이다.

## 학력
- 인하대학교 연극영화과 학사

## 출연작

### 영화
- 《웨잇데어》 (2016년)
- 《고사 두 번째 이야기: 교생실습》 (2010년) - 특별반 남학생 역

### 드라마
- 《압구정 백야》 (2015년, MBC) - 반석 역
- 《신기생뎐》 (2011년, SBS) -  오봉이 역
- 《선덕여왕》 (2009년, MBC)
- 《돌아온 일지매》 (2009년, MBC)

### 연극
- 《사랑일까?》
- 《그남자 그여자》
- 《당신의 사랑은 안녕하십니까》
- 《사춘기 메들리》